# Anton Elbl
Anton Elbl (* 3. Jänner 1835 in Mies, Bezirk Tachau, Königreich Böhmen; † 8. Mai 1905 in Sankt Veit, Kärnten) war Abgeordneter zum Österreichischen Abgeordnetenhaus.

## Leben
Anton Elbl war Sohn des Weißgerbers Anton Elbl. Er ging in eine Unter-Realschule in Mies und besuchte von 1859 bis 1862 einen höheren militär-tierärztlichen Lehrkurs in Wien. Im Jahr 1856 trat er in die k. k. Armee ein. 1859 war er Hufschmied, 1863 Untertierarzt, 1866 Leutnant und 1872 Oberleutnant. Im Jahr 1875 wurde er beurlaubt und 1876 außer Dienst gestellt. Ab diesem Jahr war er Besitzer des Guts Hunnenbrunn im Bezirk St. Veit an der Glan, das er bei einer Zwangsversteigerung erwarb und den Namen von Hungerbrunn in Hunnenbrunn ändern ließ. Im Jahr 1901 verkaufte er das Gut wieder und wurde Privatier in St. Veit.
Er war 20 Jahre im Gemeindeausschuss von Pfannhof (seit 1899 Gemeinde Kraig).
Anton Elbl war römisch-katholisch und seit 1874 verheiratet mit Anna Puntschart, mit welcher er einen Sohn und vier Töchter hatte.

## Politische Funktionen
- 1881–1896: Abgeordneter zum Kärntner Landtag (5., 6. und 7. Wahlperiode), Wahlklasse Großgrundbesitzer, am 24. September 1881 angelobt
- 9. April 1891 bis 22. Januar 1897: Abgeordneter des Abgeordnetenhauses im Reichsrat (VIII. Legislaturperiode), Kronland Kärnten, Kurie Städte 2, Regionen Sankt Veit, Feldkirchen, Friesach, Straßburg, Althofen, Hüttenberg, Wolfsberg, St. Leonhard, St. Andrä, St. Paul, Unterdrauburg, Völkermarkt, Bleiburg, Kappel

## Klubmitgliedschaften
Anton Elbl war Mitglied bei den Vereinigten Deutschen Linken.